# トロイアの人々

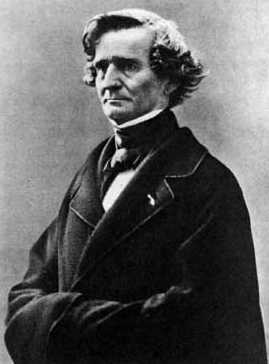
ナダル撮影のベルリオーズ, 1857年1月

『トロイアの人々』（Les Troyens）H.133/133aは、エクトル・ベルリオーズが作曲した、全5幕からなるグランドオペラである。『トロイ人』や『トロイア人たち』などと日本語では様々に訳され、一定しない。

## 概要

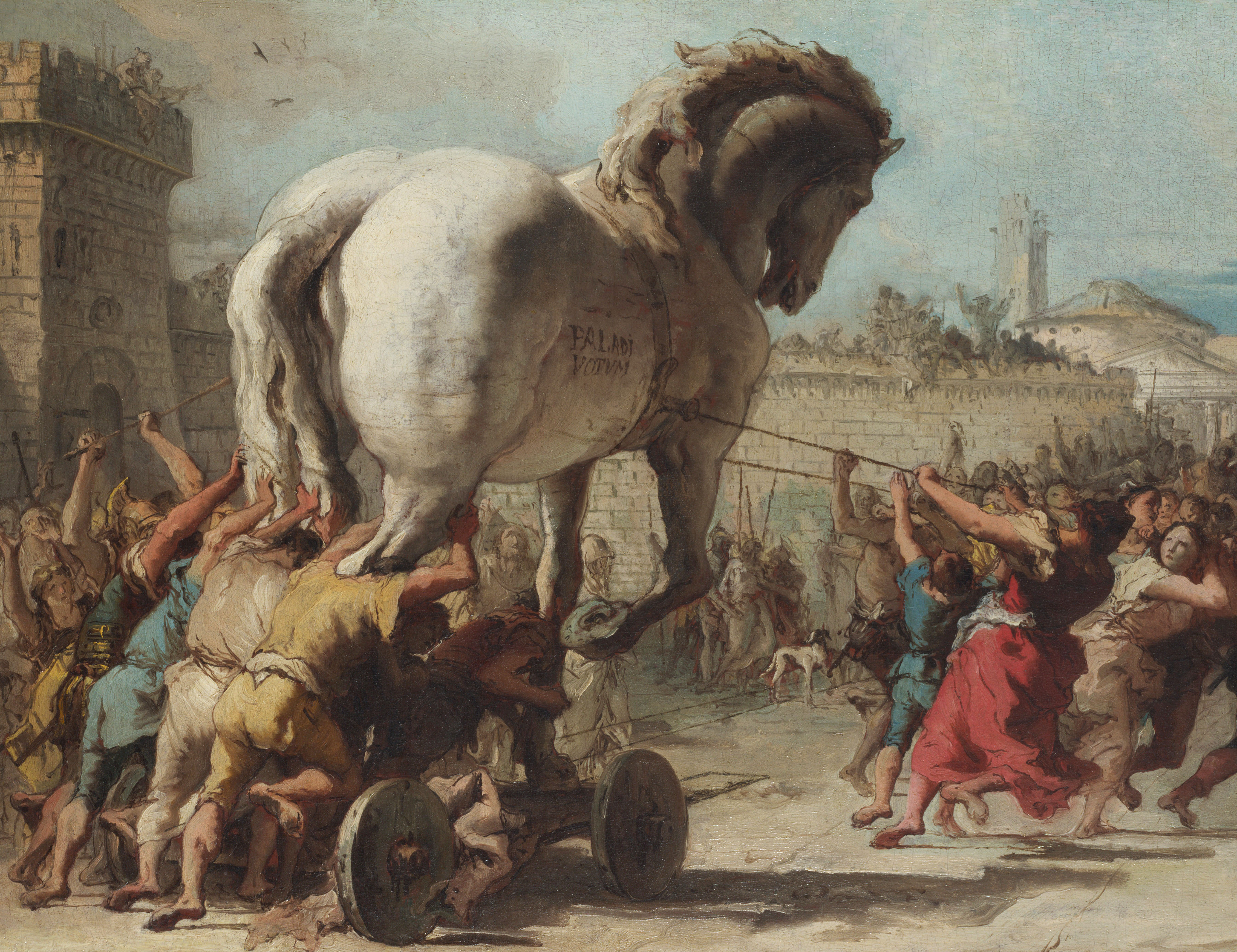
ドメニコ・ティエポロによるトロイの木馬の入城 (1773)

『トロイアの人々』はベルリオーズによって完成された3作のオペラの2作目にあたる作品で、『トロイの木馬』で知られるウェルギリウスの壮大な叙事詩『アエネーイス』を題材としている。
ベルリオーズは1859年から1860年にかけて改訂版 (H.133a) を作成しているが、この改訂版が現在上演されている版である。日本ではあまり知られていないが、世界的には全5幕の超大作としてオペラ作品として知られており、2003年のベルリオーズの生誕200年を契機に、急速に全曲での上演が増加してきている。
『オペラ史』を著したD.J. グラウトは「『トロイアの人々』は19世紀の最も重要なフランス・オペラ、フランスの誇るべき最も偉大な作曲家の傑作で、チュートン気質を代表するワーグナーの《指輪》に匹敵するラテン気質の産物である。その運命の不可思議になぞらえられるのは一世紀に亘って世の中から忘れられていたバッハの《マタイ受難曲》だけである。－中略－『トロイアの人々』は19世紀のフランス・グランド・オペラの最も保存の価値のあるものである」。

## 音楽
グラウトによると「ベルリオーズの旋律はリズムの型は気高く微妙で非常に変化に富んでいる。『トロイアの人々』の最も著しい特徴は古典的な節度、成熟した天才を物語る醇化され煮詰められたスタイルである。一つの注目すべき特徴は掛留音や前打音がほとんどないことで、ワーグナー後期の特徴と極端な相違を見せている。半音階法はベルリオーズ初期の作品よりずっと控え目である。時には緊張の感じられない部分もあるが、その全体に対する比率はワーグナーに比べればずっとましである。勿論、そうした部分の単調さは、カサンドルの悲歌（第一幕）、トロイ人の行進曲（第三幕、その他随所に現れる）、〈永遠の都の神々〉のコーラス（第一幕）、〈ディド万歳〉（第三幕）、水夫の歌（第五幕第一場）、ディドの犠牲の死をえがく壮麗なフィナーレのシーンなどによって救われている。以上のシーンはすべて、美しさにおいても、真の生命力においても、19世紀のほかのどんなスコアも並ぶものがないほどの傑作である」。　ベルリオーズはこの作品に全力を注いでおり、強烈なオーケストレーションによって醸し出される劇的雰囲気をもつ「トロイアの占領」の恐怖から「カルタゴのトロイア人」の七重唱「すべては静けさと魅惑に満ち」や二重唱「限りない恍惚の夜」の誘惑的抒情性に至るまで各場面は極めて変化に富んでいる。この作品はグルックの古典主義とロマン的色彩の統合を成し遂げ、19世紀声楽の最も美しい楽曲を幾つか含んでいるほか、「王の狩りと嵐」という素晴らしい交響的状況描写をも収めている。

## 作曲の経緯

### 作曲から完成まで

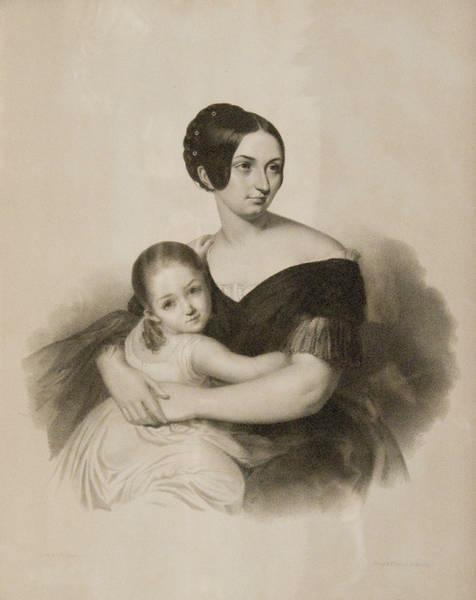
カロリーネと一人娘のマリー、1840年頃

ベルリオーズは1855年から1856年にかけてヴァイマルに滞在中、同地でフランツ・リストと同棲していたカロリーネ・ツー・ザイン＝ヴィトゲンシュタイン侯爵夫人の家を訪問する。訪問の際、侯爵夫人にウェルギリウスの叙事詩『アエネイス』の第2巻と第4巻を題材とするオペラ化の構想、及びそのアイデアについて話したところ、夫人はオペラ化を喜んで勧め、ベルリオーズを激励したと伝えられる。
当時病身であったベルリオーズは奮起し、早速1856年5月5日に自ら台本を執筆し始め、6月末頃にかけてわずか2か月で完成にこぎ着けた。台本の完成後はすぐさま作曲に着手し、一気呵成に書き上げ、1858年4月12日にフルスコアを含む全曲を完成させた。

### 初演
完成後、ベルリオーズは本作の初演を行うため、5年間にわたってパリ・オペラ座での上演を準備したが、長期の交渉の挙句、結局実現に至ることはできなかった。ベルリオーズは苦心の末、リリック座の支配人カルヴァロに頼み込み、同劇場で上演をすることに決定する。この5年の間にベルリオーズはオペラを全5幕のうち、第1幕と第2幕を第1部「トロイアの陥落」、第3幕と第4幕、第5幕を第2部「カルタゴのトロイア人」として2部に分け、初演はその第2部のみ1863年11月4日にパリのリリック座で行われた。しかし、ベルリオーズの生前に全曲が上演されることはなかった。

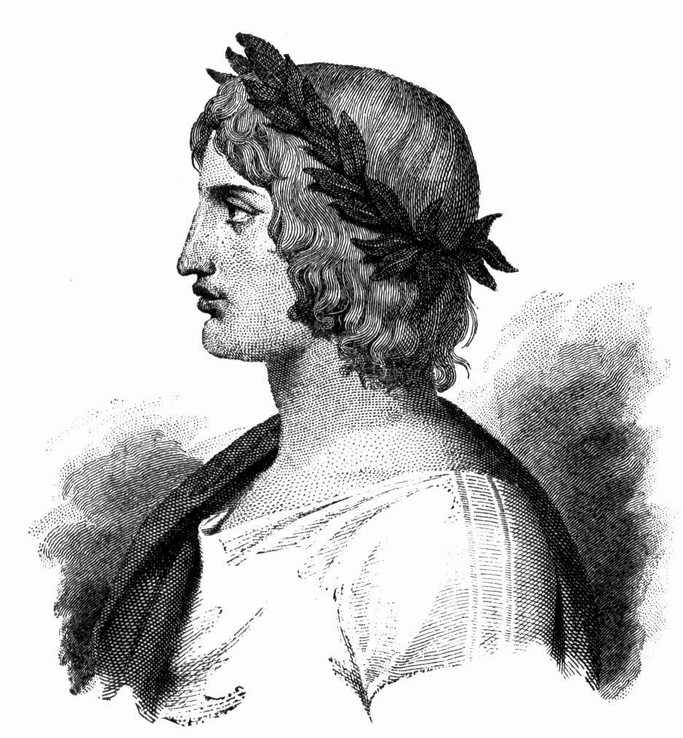
ウェルギリウス

初演後の反応は賛否両論でどちらとも言えず、パリの聴衆からは不評であったが、批評家からはごく少数を除いて非常に好意的に受け止め、新聞でベルリオーズのオペラを称賛したという。その後22回ほど上演されたが、大幅なカットが施されていたため、ベルリオーズは上演に満足できなかったと伝えられる（ただし、ある程度の収入は得られた）。
日本での初演は第2部の「カルタゴのトロイア人」のみにて若杉弘指揮の読売日本交響楽団によってカットを施したうえで演奏会形式にて1974年2月25日に行われた。これは同楽団の第100回定期演奏会記念特別公演で、会場は東京文化会館であった。配役は長野洋奈子（ディド）、丹羽勝海（エネ）、戸田敏子（アンナ）、高橋修一（ナルバル及びヘクトルの亡霊）、小池容子（アスカーニオ及びカサンドルの亡霊）、三林輝夫（イオパス及びヒュラス）、水島弘（吟遊詩人）、合唱は日本プロ合唱団連合であった。なお、全曲での演奏は2011年を待たねばならなかった。

## 全曲上演
全曲の上演は、ベルリオーズの死後21年を経た1890年12月6日に、南ドイツのカールスルーエにてフェリックス・モットルの指揮によって行われているが、この時はドイツ語版による上演であった。1899年にパリ・オペラ座で第1部『トロイアの陥落』の上演が行われ、1921年に同劇場で大幅にカットされた全曲版も上演されている。また、この同じ短縮された版で1957年に、ロンドンのロイヤル・オペラ・ハウス（英語版）で、1960年にミラノのスカラ座（イタリア語版）でも行われている（指揮はともにラファエル・クーベリック）。
フランス語版による全曲上演は、ベルリオーズの死から100年を経た1969年にコリン・デイヴィスによって実現された。その後、1973年にメトロポリタン歌劇場でも上演され、この時はアメリカ初演であった（指揮はロンドン公演と同じくクーベリック）。全曲版の米国初演は1972年にオペラ・カンパニー・オブ・ボストンにより、サラ・コールドウェルの指揮によって実現された。1983年にはメトロポリタン歌劇場の100周年記念の演目として、ジェームズ・レヴァインの指揮で行われた。米国でのヒュー・マクドナルド(Hugh Macdonald )による新ベルリオーズ全集での上演は、シャルル・デュトワと演出フランチェスカ・ザンベロのコンビで、1991年9月にロサンゼルス・ミュージック・センター・オペラで実現した。1990年にはバスティーユ歌劇場の杮落し公演の演目として、チョン・ミュンフンの指揮で上演された。
1993年にはシャルル・デュトワの指揮で、「シノンの場」を含む完全全曲版でのカナダ初演が行われ、直後にデッカによって録音された。ベルリオーズの生誕200年記念の2003年には、パリ・シャトレ座、メトロポリタン歌劇場、ネーデルランド・オペラ、イングリッシュ・ナショナル・オペラ、ライプツィヒ歌劇場、マンハイム国民劇場にて上演された。2011年2月14日にはヴァレリー・ゲルギエフの指揮によって、サントリーホールにてマリインスキー劇場管弦楽団および合唱団の演奏によって、コンサート形式ながら全曲での日本初演がなされた。
2015年6月にはサンフランシスコ歌劇場で、ドナルド・ラニクルズの指揮、スーザン・グラハム、ブライアン・イーメル、アンナ・カテリーナ・アントナッチの歌唱、デイヴィッド・マクヴィカールの演出で上演された。このプロダクションはこの後、ウィーンでも上演される見込みである。
2015年9月/10月/2016年5月にはハンブルク州立歌劇場にて、ミヒャエル・タルハイマーの演出、ケント・ナガノの指揮によりパスカル・デュサパンによる短縮版での上演された。2015年10月には、ジュネーヴ大劇場にてシャルル・デュトワの指揮で、ロイヤル・フィルハーモニー管弦楽団の演奏によりコンサート形式ながら2回にわたり全曲演奏が行われた。
2016年10月/11月にはシカゴ・リリック・オペラがティム・オルベリーの演出、アンドルー・デイヴィスの指揮、ブランドン・ジョヴァノヴィッチ、スーザン・グラハム（ソフィー・コッシュから変更）、クリスティン・ゴアークの歌唱により上演された 。
　パリ・オペラ座は2015年の『ファウストの劫罰』の舞台上演を皮切りに、ベルリオーズのオペラ・ツィクルスを計画しており、『ベアトリスとベネディクト』と『ベンヴェヌート・チェッリーニ』に続き、新演出による『トロイアの人々』がバスティーユ歌劇場の開場30周年記念するとともにパリ・オペラ座の350周年を記念して、2019年1月から2月にかけて、ドミトリー・チェルニャコフの演出、フィリップ・ジョルダンの指揮で上演される計画が発表されている。主な配役はブライアン・イーメル（エネ）、エリーナ・ガランチャ（ディド）、ステファニー・ドゥストラック（カサンドル）、ステファヌ・ドゥグー（コレーブ）となっている。
2018年10/11月にはウィーン国立歌劇場でも、アラン・アルティノグリュの指揮、ジョイス・ディドナート、ブランドン・ジョヴァノヴィッチ、アンナ・カテリーナ・アントナッチほかの歌唱、デイヴィッド・マクヴィカールの演出で上演する予定が発表された。

### 主な上演記録
- 1983年9月/1984年2月、メトロポリタン歌劇場管弦楽団および合唱団、演出：ファブリッチオ・メラーノ、指揮：ジェームズ・レヴァイン、歌手：プラシド・ドミンゴ（エネ）、タチアーナ・トロヤノス（ディド）、ジェシー・ノーマン（カサンドル）、アラン・モンク（コレーブ）、ジョセリン・タイロン（アンナ）、ポール・プリシュカ（ナルバル）[13]。
- 1990年3月/4月、パリ・オペラ座（バスティーユ歌劇場開場記念上演）、パリ・オペラ座管弦楽団および合唱団、演出：ピエール・ルイジ・ピッツィ、指揮：チョン・ミョンフン、歌手：グレース・バンブリー（カサンドルおよびディド）、シャーリー・ヴァーレット（ディド）、ゲイリー・バックランド/ジョージ・グレイ（エネ）、ジャン・リュック・シャニョー/フィリップ・ルイヨン（コレーブ）、ナディーヌ・ドゥニーズ（アンナ）、ジャン・フィリップ・クルティス（ナルバル）、コレット・アリオ・リュガツ（アスカーニュ）、ミシェル・フィリップ（パンテー）。[14]
- 1991年9月14日、ドロシー・チャンドラー・パビリオン、ロサンゼルス・ミュージック・センター・オペラ、ロサンゼルス・ミュージック・センター管弦楽団および合唱団、演出：フランチェスカ・ザンベロ、指揮：シャルル・デュトワ、歌手：キャロル・ネブレット（ディド）、ナディーヌ・セクンド（カサンドル）、ルイス・レブハーツ（br）、ニコラス・ニックリー（br）、マイケル・ガルップ（bs-br）、初の完全全曲版による米国初演[15]。
- 1993年12月/1994年1月、メトロポリタン歌劇場管弦楽団および合唱団、演出：ファブリッチオ・メラーノ、指揮：ジェームズ・レヴァイン、歌手：ゲイリー・レイクス（エネ）、マリア・ユーイング（ディド）、フランソワーズ・ポレ（カサンドル）、トーマス・ハンプソン（コレーブ）、ウェンディ・ホワイト（アンナ）、ポール・プリシュカ（ナルバル）。
- 2000年7月/8月、ザルツブルク音楽祭、パリ管弦楽団およびウィーン国立歌劇場合唱団、ザルツブルク・カンマーフィルハーモニー、スロヴァキア・フィルハーモニー合唱団、テルツ少年合唱団、演出：ヘルベルト・ヴェルニケ 指揮：シルヴァン・カンブルラン、歌手：デボラ・ポラスキ（ディドおよびカサンドル）、ジョン・ヴィラーズ（エネ）、ラッセル・ブラウン（コレーブ）、ロバート・ロイドン（ナルバル）、イヴォンヌ・ナエフ（アンナ）。
- 2001年6月/7月、バイエルン国立歌劇場、バイエルン国立歌劇場管弦楽団および合唱団、演出：グラハム・ヴィック、指揮：ズービン・メータ、歌手：ジョン・ヴィラーズ（エネ）、ヴァルトラウト・マイアー（ディド）、デボラ・ポラスキ（カサンドル）、エレーヌ・ペラギン（アンナ）、ジーノ・キリコ（コレーブ）、ヤン・ヘンドリック・ローテリング（ナルバル）。
- 2002年5月、フィレンツェ五月祭、フィレンツェ・コムナーレ劇場、フィレンツェ五月祭管弦楽団および合唱団、演出：グラハム・ヴィック、指揮：ズービン・メータ、歌手：ジョン・ヴィラーズ（エネ）、ヴィオレッタ・ウルマーノ（ディド）、ナディア・ミヤエル（カサンドル）、パトリシア・バードン（アンナ）、ボー・スコヴス（コレーブ）、エルヴィン・シュロット（ナルバル）[16]。
- 2003年月1/2月（第一部）、5月（第二部）、9月（第一部＆第二部同時）、ロンドン、イングリッシュ・ナショナル・オペラ、演出：リチャード・ジョーンズ、指揮：ポール・ダニエル、歌手：ジョン・ダスザック（エネ）、スーザン・パリー（ディド）、スーザン・ビックリー（カサンドル）、ロバート・ポールトン（コレーブ）、アンナ・バーフォード（アンナ）、クライブ・ベイリー（ナルバル）。ヒュー・マクドナルド(Hugh Macdonald )の翻訳による英語上演。
- 2003年2月、メトロポリタン歌劇場管弦楽団および合唱団、演出：フランチェスカ・ザンベロ、指揮：ジェームズ・レヴァイン、歌手：ベン・ヘプナー（エネ）、ロレーン・ハント・リーバーソン（ディド）、デボラ・ヴォイト（カサンドル）、ドウェイン・クロフト（コレーブ）、エレーナ・ザレンバ（アンナ）、ロバート・ロイド（ナルバル）。
- 2003年10月、パリ、シャトレ座、オルケストル・レヴォリューショネル・エ・ロマンティックおよびモンテヴェルディ合唱団／シャトレ座合唱団、演出・装置・衣裳：ヤニス・コッコス、指揮：サー・ジョン・エリオット・ガーディナー、歌手：スーザン・グレアム（ディド）、：アンナ・カテリーナ・アントナッチ（カサンドル）、グレゴリー・クンデ（エネ）、リュドヴィク・テジエ（コレーブ）、ローラン・ナウリ（ナルバル）、レナータ・ポクピチ（アンナ）。ヒュー・マクドナルドによる新ベルリオーズ全集による上演、ジュネーヴ大劇場との共同制作。
- 2003年10月、ネーデルランド・オペラ、オランダ放送フィルハーモニー管弦楽団およびネーデルランド・オペラ合唱団、演出：ピエール・オーディ、指揮：エド・デ・ワールト、歌手：ペトラ・ラング（カサンドル）、イヴォンヌ・ナエフ（ディド）、ドナルド・カーシュ（エネ）、ピーター・コールマン・ライト（コレーブ）、フローデ・オルセン（ナルバル）、シャーロッテ・ヘレカント（アンナ）。
- 2003年月12月、ライプツィヒ歌劇場、ライプツィヒ・ゲヴァントハウス管弦楽団およびライプツィヒ歌劇場合唱団とライプツィヒ・バレエ団、演出：ガイ・ヨーステン、指揮：マルク・アルブレヒト、歌手：ジョン・ケティルソン（エネ）、コルネリア・ヘルフリヒト（ディド）、ナディア・ミヒャエル（カサンドル）、トンミ・ハカラ（コレーブ）、エロディ・メシェン（アンナ）、ジェームズ・モーレンホフ（ナルバル）。
- 2003年月12月、マンハイム国民劇場、マンハイム国民劇場管弦楽団および合唱団、指揮：アクセル・コーバー、歌手：ミハイル・アガホノフ（エネ）、カスリン・ブロデリック（ディド）、スーザン・マクリーン（カサンドル）、トンミ・ハカラ（コレーブ）、セリ・ウィリアムズ（アンナ）、トマーシュ・コニエツニ（ナルバル）。
- 2006年10月/11月、バスティーユ歌劇場、パリ・オペラ座管弦楽団および合唱団、オート・セーヌ合唱団、パリ・オペラ座少年合唱団、演出：ヘルベルト・ヴェルニケ 指揮：シルヴァン・カンブルラン、歌手：ジャンヌ・ミシェル・シャルボネ/デボラ・ポラスキ（カサンドル）、イヴォンヌ・ナエフ（ディド）、ジョン・ケティルソン/ジョン・ヴィラーズ（エネ）、フランク・フェラーリ（コレーブ）、クワンギュイル・ヨウン（ナルバル）、エレーナ・ザレンバ（アンナ）[17]。
- 2007年9月、ジュネーヴ大劇場、スイス・ロマンド管弦楽団およびジュネーヴ大劇場合唱団演出：ヤニス・コッコス、指揮：ジョン・ネルソン、歌手：アンネ・ゾフィー・フォン・オッター（ディド）、：アンナ・カテリーナ・アントナッチ（カサンドル）、カート・ストライト（エネ）、ジャン＝フランソワ・ラポワント（コレーブ）、ラルフ・ルーカス（ナルバル）、マリー・クロード・シャピュイ（アンナ）。パリ・シャトレ座との共同制作。[18]
- 2007年10月/11月、シュトゥットガルト、シュトゥットガルト州立歌劇場管弦楽団および合唱団、演出：ヨアヒム・シュレーマー、指揮：マンフレート・ホーネック、歌手：イ・クン・パク（エネ）、クリスティアン・イヴェン（ディド）、バルバラ・シュナイダー＝ホフステッター（カサンドル）、石野 繁生（コレーブ）、セリ・ウィリアムズ（アンナ）、ローランド・ブレヒト（ナルバル）[19]。
- 2008年月4/5月、ボストン・シンフォニーホール、ボストン交響楽団およびタングルウッド音楽祭合唱団、指揮：ジェームズ・レヴァイン、歌手：マルチェロ・ジョルダーノ（エネ）、アンネ・ゾフィー・フォン・オッター（ディド）、イヴォンヌ・ナエフ（カサンドル）、ドウェイン・クロフト（コレーブ）、ウェンディ・ホワイト（アンナ）、クワングイル・ヨウン（ナルバル）、コンサート形式上演。
- 2009年5月24,26,28日、第8回アマゾナス・オペラ・フェスティヴァル、アマゾナス劇場、マナウス、オルケストラ・アマゾナス・フィラルモニカおよびアマゾナス合唱団、演出：カエターノ・ヴィレラ、指揮：ローラン・カンプローヌ、歌手：マイケル・ヘンドリック（エネ）、マルキータ・リステル（カサンドル）、ドゥニーズ・ドゥ・フレイタス（ディド）、キスマラ・パサッティ（アンナ）、サヴィオ・スペランディオ（ナルバル）。
- 2009年11月、バレンシア・ソフィア王妃芸術宮殿、バレンシア州立管弦楽団およびバレンシア自治州合唱団、演出：カルルス・パドリッサ率いるラ・フラ・デルス・バウス、指揮：ヴァレリー・ゲルギエフ、歌手：ランス・ライアン/スティーヴン・グールド（エネ）、エリザベーテ・マトス（カサンドル）、ダニエラ・バルチェッローナ/ヴェロニカ・シメオーニ（ディド）、ガブリエーレ・ヴィヴィアーニ（コレーブ）、アレクサンデル・ツィンバレク（ナルバル）、ズラータ・ブリチェーヴァ（アンナ）。バレンシア・ソフィア王妃芸術宮殿およびサンクトペテルブルク・マリインスキー劇場、ポーランド国立歌劇場の3団体共同制作。
- 2009年11月、インスブルック、チロル州立劇場、大ホール、チロル州立劇場管弦楽団および合唱団、制作：ブリギッテ・ファスベンダー、指揮：ニコラ・シャルヴァン、歌手：ダニエル・マグダル（エネ）、ジェニファー・チャマンディー（カサンドル）、ミシェル・ブリート（ディド）、ベルント・ヴァレンチン（コレーブ）、クリティーネ・ブッフル（アスカーニュ）、セバスチャン・ソウルス（ナルバル）、リジアンヌ・トレンブレー（アンナ）。
- 2010年4月、ネーデルランド・オペラ、ネーデルラント・フィルハーモニー管弦楽団およびネーデルランド・オペラ合唱団、演出：ピエール・オーディ、指揮：ジョン・ネルソン、歌手：エファ・マリア・ウェストブローク（カサンドル）、イヴォンヌ・ナエフ（ディド）、ブライアン・イーメル（エネ）、ジャン・フランソワ・ラポワント（コレーブ）、アラステーア・マイルズ（ナルバル）、シャーロッテ・ヘレカント（アンナ）[20]。
- 2010年6月4日、マリインスキー劇場管弦楽団および合唱団、演出：カルルス・パドリッサ率いるラ・フラ・デルス・バウス、指揮：ヴァレリー・ゲルギエフ、歌手：ランス・ライアン（エネ）、ムラダ・クドレイ（カサンドル）、エカテリーナ・セメンシュク（ディド）、アレクセイ・マルコフ（コレーブ）、ユーリ・ヴォロビエフ（ナルバル）、ズラータ・ブリチェーヴァ（アンナ）。バレンシア・ソフィア王妃芸術宮殿およびサンクトペテルブルク・マリインスキー劇場、ポーランド国立歌劇場の3団体共同制作。
- 2011年1月、ワルシャワ大劇場、ポーランド国立歌劇場管弦楽団および合唱団、演出：カルルス・パドリッサ率いるラ・フラ・デルス・バウス、指揮：ヴァレリー・ゲルギエフ、歌手：セルゲイ・セミシュクル（エネ）、シルヴィ・ブリュネ（カサンドル）、アンナ・ルバンスカ（ディド）、アレクサンデル・ゲルガロフ（コレーブ）、ラファル・シウェク（ナルバル）、マルガリータ・マンシローヴァ（アンナ）。バレンシア・ソフィア王妃芸術宮殿およびサンクトペテルブルク・マリインスキー劇場、ポーランド国立歌劇場の3団体共同制作。
- 2011年2月14日、サントリーホール、東京、マリインスキー劇場管弦楽団および合唱団、指揮：ヴァレリー・ゲルギエフ、歌手：セルゲイ・セミシュクル（エネ）、ムラダ・クドレイ（カサンドル）、エカテリーナ・セメンシュク（ディド）、アレクセイ・マルコフ（コレーブ）、ユーリ・ヴォロビエフ（ナルバル）、ズラータ・ブリチェーヴァ（アンナ）、コンサート形式上演。
- 2012年7月、ロイヤル・オペラ・ハウス管弦楽団および合唱団、演出：デイヴィッド・マクヴィカール、指揮：アントニオ・パッパーノ、歌手：ブライアン・イーメル（エネ）、エファ・マリア・ウェストブローク（ディド）、アンナ・カテリーナ・アントナッチ（カサンドル）、ファビオ・カピタヌッチ（コレーブ）、ハンナ・ヒップ（アンナ）、ブリンドリー・シェラット（ナルバル）。
- 2012年12月/13年1月、メトロポリタン歌劇場管弦楽団および合唱団、演出：フランチェスカ・ザンベロ、指揮：ファビオ・ルイージ、歌手：ブライアン・イーメル/マルチェロ・ジョルダーノ（エネ）、スーザン・グラハム（ディド）、デボラ・ヴォイト（カサンドル）、ドウェイン・クロフト（コレーブ）、カレン・カーギル（アンナ）、クワンギュイル・ヨウン（ナルバル）。世界の映画館向けにライヴ・ヴューイング発信された。
- 2013年3月、ベルリン・ドイツ・オペラ管弦楽団および合唱団とバレエ団、演出：デイヴィッド・パウントニー、振付：レナート・ザネッラ、指揮：ドナルド・ラニクルズ、歌手：クルト・シュトライト（エネ）、エリーナ・ガランチャ（ディド）、イルディコ・コムロシ（カサンドル）、マルクス・ブリュック（コレーブ）、クレモンティーヌ・マルゲーヌ（アンナ）、アンテ・ジェルクニカ（ナルバル）。
- 2013年7月12日、マルセイユ歌劇場、マルセイユ歌劇場管弦楽団および合唱団、指揮：ローレンス・フォスター、歌手：ロベルト・アラーニャ（エネ）、ベアトリス・ユリア・モンゾン（ディド、カサンドル）、マルク・バロー（コレーブ）、クレモンティーヌ・マルゲーヌ（アンナ）、ニコラ・クールジャル（ナルバル）、アレクサンドル・デュアメル（パンテー）、コンサート形式上演。
- 2014年4月、ミラノ・スカラ座管弦楽団および合唱団、演出：デイヴィッド・マクヴィカール、指揮：アントニオ・パッパーノ、歌手：グレゴリー・クンデ（エネ）、ダニエラ・バルチェッローナ（ディド）、アンナ・カテリーナ・アントナッチ（カサンドル）、ファビオ・カピタヌッチ（コレーブ）、マリア・ラドナー（アンナ）、ジアコモ・プレスティア（ナルバル）。
- 2014年4月、ベルリン・ドイツ・オペラ管弦楽団および合唱団とバレエ団、演出：デイヴィッド・パウントニー、振付：レナート・ザネッラ、指揮：ポール・ダニエル、歌手：ロベルト・アラーニャ（エネ）、ベアトリス・ユリア・モンゾン（ディド）、イルディコ・コムロシ（カサンドル）、マルクス・ブリュック（コレーブ）、ロニータ・ミラー（アンナ）、トビアス・ケーラー（ナルバル）。
- 2014年5月28,29日、第22回白夜祭、サンクトペテルブルク、マリインスキー劇場II、マリインスキー劇場管弦楽団および合唱団、演出：ヤニス・コッコス、指揮：ヴァレリー・ゲルギエフ、歌手：セルゲイ・セミシュクル（エネ）、ムラダ・クドレイ（カサンドル）、エカテリーナ・セメンシュク（ディド）、アレクセイ・マルコフ（コレーブ）、エドワード・ツァンガ（ナルバル）。パリ・シャトレ座およびジュネーヴ大劇場との共同プロダクションに基づく上演。
- 2014年8月28,29,30日、エディンバラ国際フェスティバル、フェスティバル劇場、マリインスキー劇場管弦楽団および合唱団、演出：ヤニス・コッコス、指揮：ヴァレリー・ゲルギエフ、歌手：セルゲイ・セミシュクル（エネ）、ムラダ・クドレイ（カサンドル）、エカテリーナ・セメンシュク（ディド）、アレクセイ・マルコフ（コレーブ）、ユーリ・ヴォロビエフ（ナルバル）。
- 2015年4月1日、サンクトペテルブルク、マリインスキー劇場II、マリインスキー劇場管弦楽団および合唱団、演出：ヤニス・コッコス、指揮：ヴァレリー・ゲルギエフ、パリ・シャトレ座およびジュネーヴ大劇場との共同プロダクションに基づく上演。第23回白夜祭でも、2015年6月9日に上演[21]。
- 2015年6月/7月、サンフランシスコ歌劇場、サンフランシスコ歌劇場管弦楽団および合唱団、演出：デイヴィッド・マクヴィカール、指揮：ドナルド・ラニクルズ、歌手：ブライアン・イーメル（エネ）、スーザン・グラハム（ディド）、アンナ・カテリーナ・アントナッチ＆ミカエラ・マーテンス（カサンドル）、ブライアン・マリガン（コレーブ）、クリスティアン・フォン・ホルン（ナルバル）、サーシャ・クック（アンナ）[6]。
- 2015年7月12日、バーデン＝バーデン祝祭劇場、マリインスキー劇場管弦楽団および合唱団、指揮：ヴァレリー・ゲルギエフ、歌手：セルゲイ・セミシュクル（エネ）、ムラダ・クドレイ（カサンドル）、エカテリーナ・セメンシュク（ディド）、アレクセイ・マルコフ（コレーブ）、ユーリ・ヴォロビエフ（ナルバル）、コンサート形式上演[22]。
- 2015年9/10月、ハンブルク州立歌劇場、ハンブルク州立歌劇場管弦楽団および合唱団、演出：ミヒャエル・タルハイマー、指揮：ケント・ナガノ、歌手：トルステン・ケルル（エネ）、エレナ・ツィトコーワ（ディド）、キャサリン・ネーグルスタッド（カサンドル）、カルタル・カラゲディキ（コレーブ）、カーチャ・ピーヴェック（アンナ）、ペトリ・リンドロス（ナルバル）、パスカル・デュサパンによる短縮版での上演[23]。
- 2016年11月/12月、シカゴ・リリック・オペラ、シカゴ・リリック・オペラ管弦楽団および合唱団、演出：ティム・オルベリー、指揮：アンドルー・デイヴィス、歌手：ブランドン・ジョヴァノヴィッチ（エネ）、スーザン・グラハム（ディド）、クリスティン・ゴアーク（カサンドル）、ルーカス・ミーチャム（コレーブ）、オッカ・フォン・デア・ダメラウ（アンナ）、クリスティアン・フォン・ホルン（ナルバル）[24]。
- 2017年2月/3月、フランクフルト歌劇場、フランクフルト・ムゼウム管弦楽団およびフランクフルト歌劇場合唱団、演出：エヴァ・マリア・ヘックマイヤー、指揮：ジョン・ネルソン、歌手：ブライアン・レジスター（エネ）、クラウディア・マーンケ（ディド）、ターニャ・アリアーネ・バウムガルトナー（カサンドル）、ゴードン・ビンター（コレーブ）、ジュディタ・ナギョーヴァ（アンナ）、アルフレッド・ライター（ナルバル）[25]。
- 2017年4月15日/17日、ストラスブール、パレ・ドゥ・ラ・ミュジーク・エ・デ・コングレ、ストラスブール・フィルハーモニー管弦楽団およびライン国立歌劇場合唱団とバーデン州立歌劇場合唱団、指揮：ジョン・ネルソン、歌手：マイケル・スパイアーズ（エネ）、ジョイス・ディドナート（ディド）、マリー＝ニコル・ルミュー（カサンドル）、ステファヌ・ドゥグー（ロレーブ）、ニコラ・クルジャル（ナルバル）、フィリップ・スライ（パンテー）、ハンナ・ヒップ（アンナ）マリアンヌ・クレバッサ（アスカーニュ）。コンサート形式による演奏で、Eratoレーベルから発売された（ASIN: B0749LRN1C）、（JAN： 0190295762209）　[26][27][28]。

- 2017年10/11月、ニュルンベルク州立歌劇場、ニュルンベルク州立フィルハーモニーおよびニュルンベルク州立歌劇場合唱団、演出：カリスト・ビエイト、指揮：マルクス・ボッシュ、歌手：ミルコ・ロシュコフスキー（エネ）、カトリン・アデル（ディド）、ロスヴィータ・クリスティーナ・ミュラー（カサンドル）、ヨッヘン・クプファー（コレーブ）、ウォン・ヨン・カン（パンテー）、イリーナ・マルツェワ（アンナ）、ニコライ・カルノルスキー（ナルバル）、吉川日奈子（アスカーニュ）[29]。

- 2017年10/11月、 ザクセン州立歌劇場（ドレスデン ・ ゼンパーオーパー）、シュターツカペレ・ドレスデンおよびザクセン州立歌劇場合唱団、ドレスデン交響合唱団、ザクセン州立歌劇場少年合唱団、演出：リディア・シュタイアー、指揮：ジョン・フィオール、歌手：ブライアン・レジスター（エネ）、クリスタ・マイヤー（ディド）、ロジェニファー・ホロウェイ（カサンドル）、クリストフ・ポール（コレーブ）、アシュリー・ホランド（パンテー）、アグニエシュカ・レーリス（アンナ）、エヴァン・ヒューズ（ナルバル）、エミリー・ドルン（アスカーニュ）　[30][31]。

## 楽曲

### 王の狩りと嵐
第4幕の前半に奏される間奏曲である。現在は演奏会において単独でも演奏されている楽曲として有名である。

### トロイア人の行進曲 H.133b
オペラの第1幕において演奏される行進曲で、1864年に作曲されて新たに付け加えた作品である。「王の狩りと嵐」に比べて演奏会における演奏頻度は少ない。

## 楽器編成
- 木管楽器:ピッコロ1、フルート2、古代フルート3、オーボエ3（1人はコーラングレに持ち替え）、クラリネット2（1人はバスクラリネットに持ち替え）、ファゴット4
- 金管楽器:トランペット2、ホルン4、コルネット2、トロンボーン3、オフィクレイド（またはテューバ）
- 打楽器:ティンパニ（2対、奏者3人）、大太鼓、小太鼓、シンバル、トライアングル、テナードラム、小シンバル、タムタム
- その他:ハープ4（6台ないし8台）、弦5部

舞台裏（バンダ）
- 木管楽器:ピッコロ3
- 金管楽器:トロンボーン3、ピッコロ・サクソルン、ソプラノ・サクソルン2（またはトランペット）、コントラルト・サクソルン2（またはトランペット）、テノール・サクソルン2（またはホルン1）、コントラバス・サクソルン2（またはテューバ）
- 打楽器:ティンパニ（2対）、シンバル多数、古代シストルム（古代エジプトの鈴）、エジプトの太鼓、タムタム、雷鳴の太鼓（雷鳴装置、サンダーマシーン）
- その他:ハープ（2台）

## 登場人物
| 人物名 | 声域          | 役                                               |
| --- | ------------- | ------------------------------------------------ |
| エネ（アエネアス） | テノール      | トロイアの英雄、ウェヌスとアンキセスとの息子     |
| カサンドル（カサンドラ） | ソプラノ      | トロイアの王女、予言者                           |
| ロレーブ（コロエブス） | バリトン      | 小アジアの王子、カサンドルの婚約者               |
| パンテー（パントオス） | バス          | トロイアの神官、エネの友人                       |
| ディドン（ディド） | メゾソプラノ  | カルタゴの女王、テュロスの王子シュカイオスの寡婦 |
| プリアム（プリアモス） | バス          | トロイアの王                                     |
| アスカーニュ（アスカニオス） | ソプラノ      | エネの息子（15歳）                               |
| エクトル（ヘクトル） | バス          | プリアム王の息子、亡霊                           |
| エレニュス | テノール      | トロイアの予言者、プリアム王の息子               |
| ポリュクセーヌ（ポリュクスネ） | ソプラノ      | カサンドルの妹                                   |
| メルキュール（メルクリウス） | バス バリトン |                                                  |
| エキュブ（ヘカベ） | ソプラノ      | トロイアの王妃                                   |
| アンドロマック（アンドロマケー） | (黙役)        | エクトルの寡婦                                   |
| アステュアナクス（アスティアナクス） | (黙役)        | 8歳の息子                                        |
| ギリシアの指揮官 | バス          |                                                  |
| 冥界の神 | バス          |                                                  |
| 2人のトロイア兵士 | バス          |                                                  |
| アンナ | コントラルト  | ディドの妹                                       |
| ナルバル | バス          | ディドの高官                                     |
| イオパス | テノール      | ディドの宮廷のテュロスの詩人                     |
| その他:トロイア人たち、ギリシア人たち、テュロス人たち、カルタゴ人たち、ニンフたち、サテュロス（サティール）たち、 フォーヌ（ファウヌス）たち、シルヴァン（シルヴァヌス、森の精）たち |               |                                                  |

## 演奏時間
全曲カットなして約4時間（第1部 85分、第2部 152分）

## あらすじ
時と場所:古代トロイアとカルタゴ

### 第1部 トロイアの陥落

#### 第1幕 トロイア平原のギリシア軍の陣営（トロイアの城壁）およびトロイアの城内
十年余に及ぶギリシャとの戦争でトロイアの人々は疲弊しきっていた。長らくトロイの城壁の周りを包囲していたギリシャ軍はついに撤退したかに見える。トロイアの人々が海岸で戦争は終わったと喜びに浸っている場面が合唱で表現される。しかし、予知能力のあるトロイの王女カサンドルは「様子がおかしい、何か禍が起こる、皆早くトロイから逃げよ」と婚約者でアジアの若い王子のコレーブに伝えるが信じようとしない。カサンドルの「トロイに不幸が起こるからとすぐに立ち去れ」と必死の説得にもかかわらず、コレーブは「そんな不幸な予言はやめて、落ち着きを取り戻し、勝利の喜びに浸るべき時ではないかと」と言い、彼女と生涯を共にする覚悟を変えない。カサンドルは自分の予言が信じてもらえないことに疲れ切り、若い夫の気持ちを受け入れる。トロイ人たちはギリシャ軍が残していった巨大な木馬を城内に引き入れようとしている。そんな中、トロイの戦士、神官、王族たちは、プリアモス王と女王ヘカベの元に集まり、勝利を祝う。剣闘士たちの喜びの舞がバレエとして踊られる。その一方で、戦乱での犠牲者をも悼む。ヘクトルの未亡人アンドロマックはヘクトルの幼い子供を抱き、祝賀ムードの中で悲しみに沈む。ヘクトルはトロイ最高の英雄で、トロイア軍を長らく率いて武功をあげたが、アキレウスに敗れたのだった。
この悲しみの場面ではアンドロマックは無言の演技のみの役で、代わってクラリネットの長いソロがアンドロマックの悲歌のような役割を果たしており、ベルリオーズの管弦楽法が冴える場面となっている。
エネが現れ、神官のラオコーンが木馬に火をつけて燃やそうとしたところ空から大蛇が現れてラオコーンを飲み込んでしまったと伝えると「血も凍る恐怖」が八重唱と二重合唱にて歌われる。プリアモス王はラオコーンが神を冒涜し、神が怒ったものと信じ、木馬を引き入れるように指示する。カサンドルはこれを嘆くが、事態を変えることはできない。トロイ人の行進曲が遠くから近づいてくるのと共に木馬が近づいてくる。武器が触れ合う音にかかわらず、勝利に酔った民は木馬を引き入れてしまった。ところが不幸にもこれは、ギリシャ軍のオデッセウスによる計略であったのだ。この木馬の中にはギリシャ兵が隠れていたのだった。

#### 第2幕（第1景、第2景）

##### 第1景 エネーの宮殿
ギリシャ兵は労せずして、永年攻め落とせなかったトロイアの城内に侵入することが出来たのだった。エネが寝ているとかつての猛将ヘクトルの亡霊が現れ、「城壁は既に奪われた。トロイアは滅亡する。我々は死力を尽くしたが命運は変えられぬ。イタリアへ行ってトロイアを再興せよ。やがてその国は世界の支配者となるだろう。そこで、英雄としての死がお前を待っている」と告げ、消えてゆく。そこへパンテーが現れ、「ギリシャ兵は夜中に木馬から出て来て、無防備なトロイア兵を倒し、城門を開け外に隠れていたギリシャ兵の本隊が突入したため、落城の危機にある」と伝える。続いてコレーブが現れ、「まだ、場内では持ちこたえている部隊もある」と告げ、エネはあらん限りの反撃を試みようと戦士の勇気を鼓舞し、戦いに向かっていくのだった。

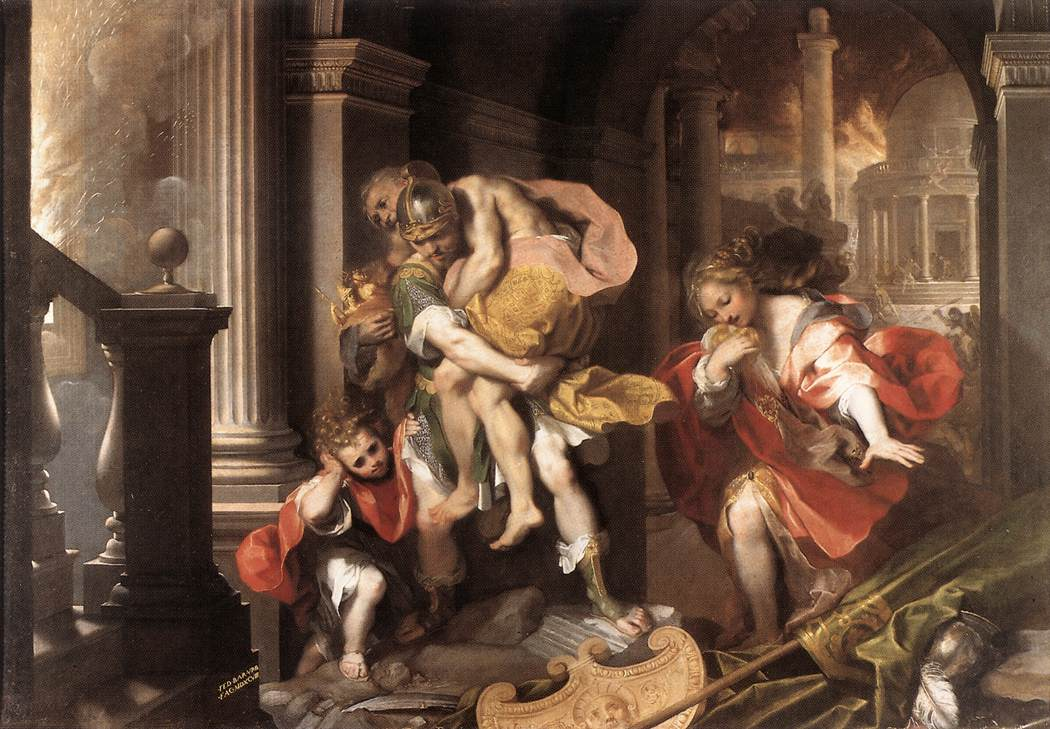
『アエネアスの逃亡』, 1598年フェデリコ・バロッチ作,ローマ、ボルゲーゼ美術館所蔵

##### 第2景 トロイアの城内
トロイアの女たちが陥落間近の城内の祭壇の前に集まり、辱めを受けることを恐れている。そこへカサンドルが現れ、「プリアモス王や許嫁のコレーブは戦死した。しかし、英雄のエネたちはトロイアの財宝と生き残った兵を連れ、トロイア再興を悲願として脱出に成功し、船団を組んで皆の子らとイタリアに向かった」と告げる。残された女性たちの中でギリシャ人の奴隷となることを拒否する仲間をカサンドルは引き連れ、追ってきたギリシャ兵を軽蔑し、集団で自害、悲劇の幕を閉じる。

### 第2部 カルタゴのトロイア人たち

#### 第3幕 カルタゴの女王ディドの宮殿

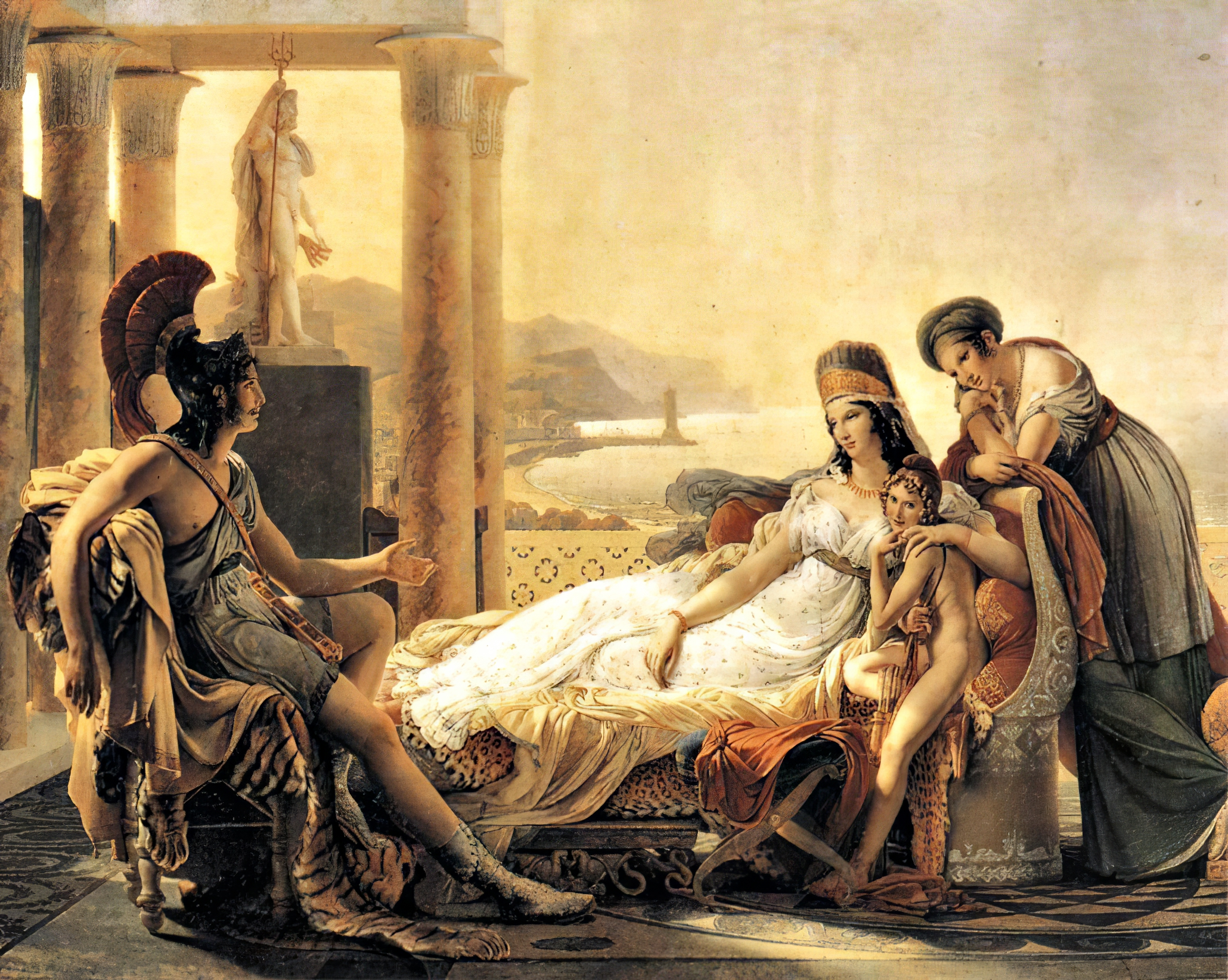
ピエール＝ナルシス・ゲラン『トロイアの陥落をディドに語るアエネアス』ルーヴル美術館所蔵

カルタゴは夫を失った美しい女王ディドが国を治めていた。国は繁栄し、国民は心から女王ディドを慕っていた。国民はカルタゴ建設7周年を祝って「女王ディドよ、永遠なれ」と壮麗な大合唱で讃えている。ディドは「愛しきテュロスの民よ」でカルタゴの過去を語る。国人は王を殺した野蛮なヌミディア人を打ち砕こうと誓う。ディドは大工、水夫、農民達を称賛し、式典は華やかに終わる。妹のアンナはディドに新しい夫を迎えることを勧めるが、ディドは承服しない。そんな折、エネ率いるトロイア人の船団が長らく海上をさまよった後、カルタゴに漂着する。エネの息子アスカーニュを先頭にディドへの謁見を申込み、自分たちの素性と漂着した事情を説明する。ディドは「あの高名なヘクトルの友を知らぬ者があろうか」と感激し、トロイア人を歓待することを伝える。そこにカルタゴの大臣ナルバルが現れ、隣国ヌミディアの侵略が始まったという緊急事態を伝えに来る。エネは水夫の服を脱ぎ捨て、自分がエネであることを明かし、トロイア軍に加勢させて欲しいと協力を申し出る。ディドはこれを喜んで受け入れる。エネは息子アスカーニュをディドに預け、戦場に向かう。

#### 第4幕 アフリカの森およびディドの王宮

##### 第1景 王の狩りと嵐
エネは外敵ヌミディア人の撃退に成功して、女王ディドの信頼を得る。ディドのもてなしで皆は狩りに出る。しかし、嵐が徐々に激しくなり、皆は散り散りになる。エネとディドは二人で洞窟に逃げ込み、互いの愛情を告白し宿命的な恋に落ちる。この場面が合唱を伴った管弦楽曲の演奏中、パントマイムとして演じられる。嵐は二人の愛は深まるのを暗示するように吹き荒れ、やがて静かに収まっていく。

##### 第2景 ディドの王宮の庭
アンナと大臣のナルバルが話し合っている。アンナは「ディドが猛々しい夫を迎え、カルタゴは立派な国王を迎えるということではないの」と楽観的だが、ナルバルは「仕事は遅れ、公務は遅延しており、第一、エネの使命はイタリアでトロイアを再興することじゃないのか、これは憂慮すべき事態だ」と悲観的である。そこに、ディドとエネが入場してくる。宴会が開かれ、バレエのシーンとなる。エジプトの踊り子の踊り、奴隷たちの踊り、ヌーベイ人の奴隷たちの踊りが披露される。心満たされぬディドは次に、宮廷詩人イオパスに詩を歌わせる。それでも不安なディドはエネにトロイアの話を語らせ、ヘクトルの未亡人アンドロマックはヘクトルの幼い子供アステュアナクスを殺され、夫の仇アキレウスの息子ピュルスの妻にされた話を聞いて嘆き、動揺する。二夫にまみえることに抵抗を感じていたディドは、この話に一方で安堵を覚え、放心したようにエネに近づいていく。やがて、取り巻きが去ると「恍惚と陶酔の夜」のデェエットを歌い結ばれる。最後に、「イタリアへ！」と神メルクリウスが現れ、重々しく3度繰り返し、消えてゆく。

#### 第5幕（第1景、第2景、第3景）

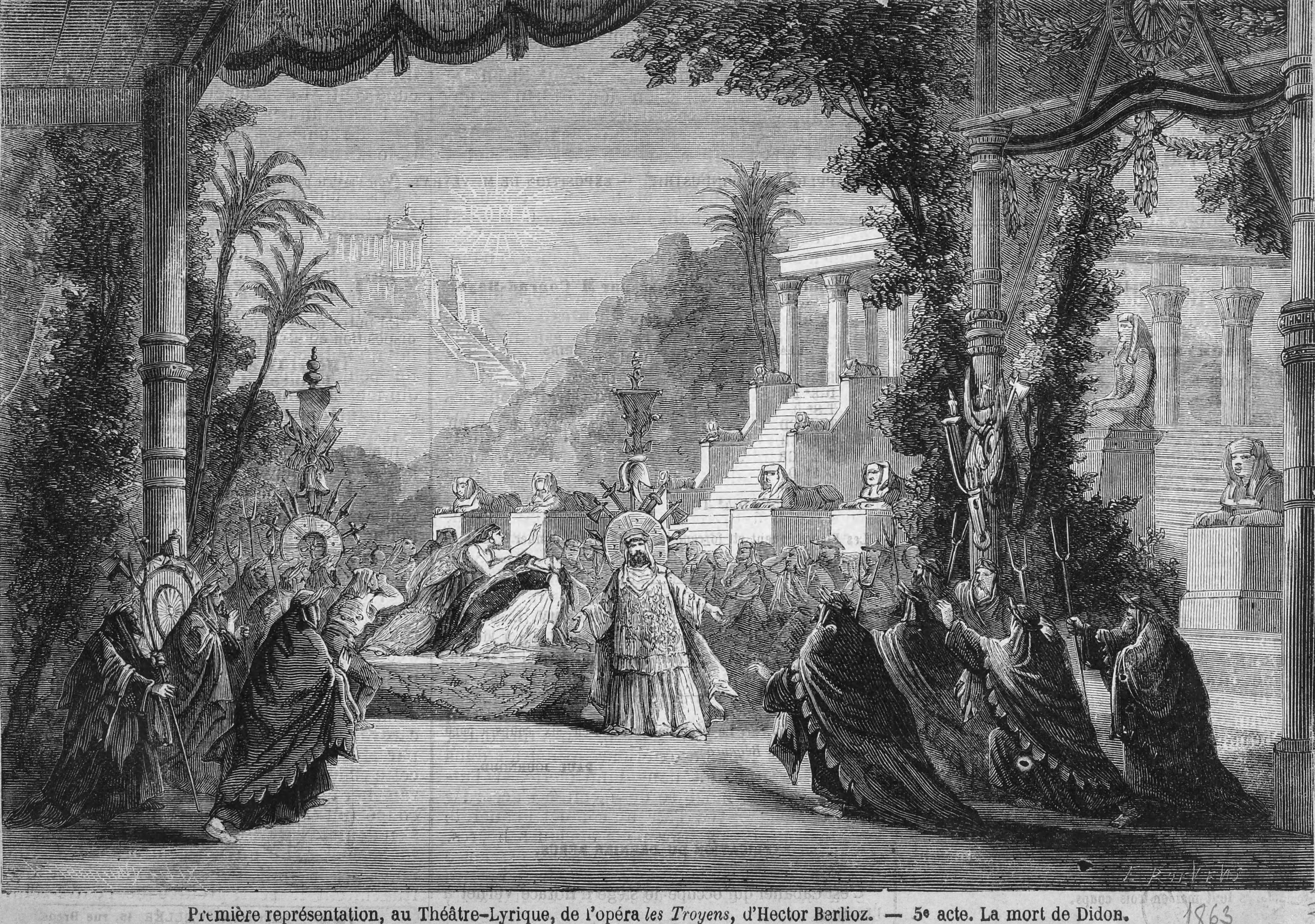
第5幕のイラスト (1863)

##### 第1景 トロイアの船隊の停泊している港
船のマストの上で水夫のヒュラスが故郷を想って歌っている。パンテーが現れ、トロイアの隊長たちとそろそろ出発しなければならないと話し合っている。「我々の出発を求めて、毎夜ヘクトルの亡霊が現れる」と語っているとまたしてもヘクトルの亡霊が現れ「イタリアへ！」と煽る。皆は慌てて準備のために兵舎に戻る。二人のトロイアの番兵は「亡霊なんて見えるか、おれはカルタゴ語を覚えたぞ、そうかい、おれのカルタゴ女はトロイ語を話せるようになったぜ」などと雑談をしていると、エネが現れ苦しい心情を吐露し「最後の別れの時が来たならば」を歌う。するとトロイア王家のカサンドルやプリアモス、コレーブ、ヘクトルの亡霊たちが次々に現れ「もはや一刻の延引もならぬ！すぐに出発してイタリアを建国せよ！」と促す。心は揺れに揺れるエネだが、冥界からの命令に逆らえず、やむなく出発する決意を固め、部下に出発準備を整える命令を出す。そこへディドが現れ、カルタゴに夫として留まるよう懇願する。だめならせめて、エネの子供を貰いたいという願望も聞き入れられず、失意のどん底に沈む。嘆き悲しむディドを後に、エネはついに船に乗り込んで出発する。

##### 第2景 ディドの部屋

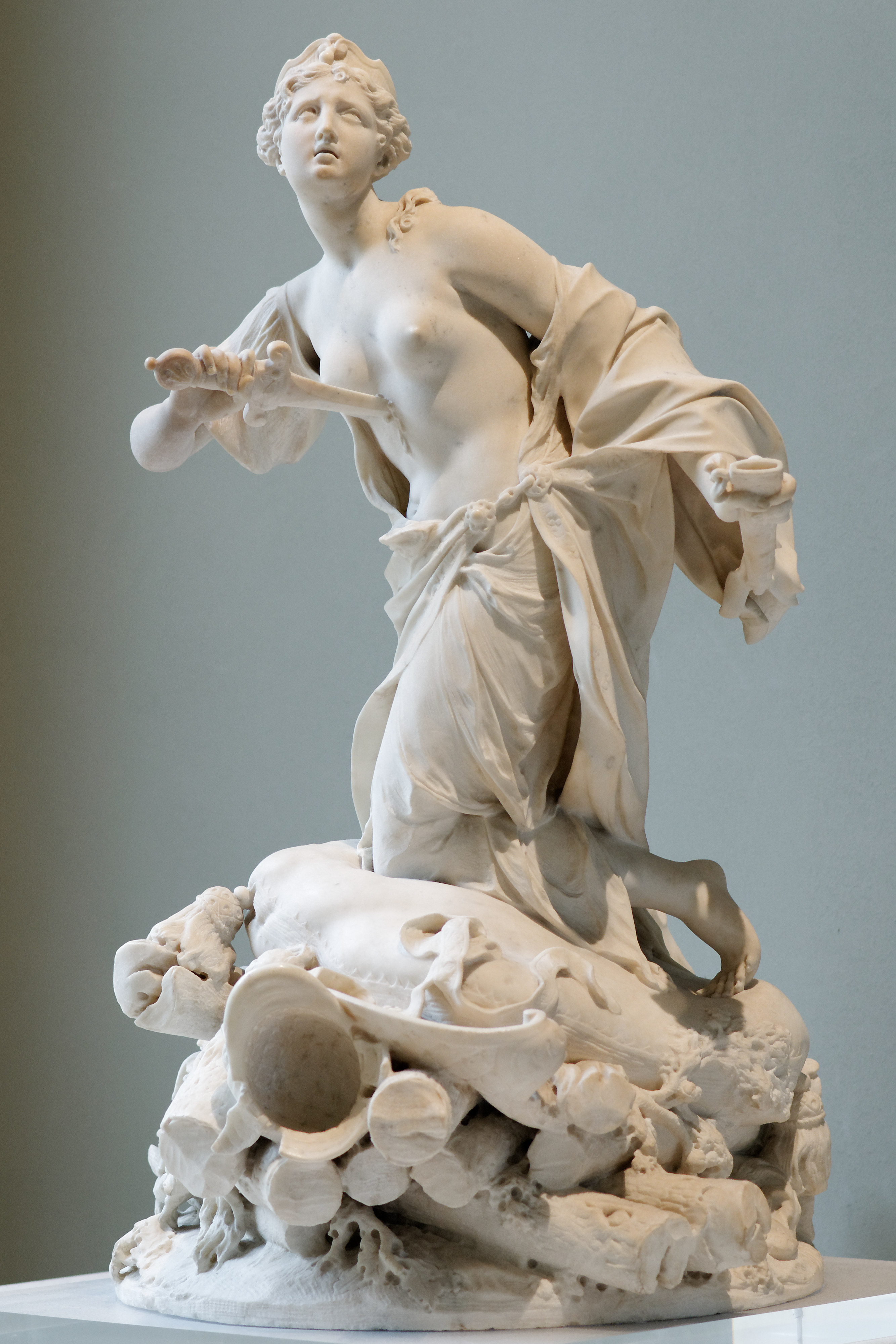
オーギュスタン・カイヨ (1667–1722)による『ディドの自害』ルーヴル美術館所蔵

憔悴しきったディドはアンナとナルバルにエネのところへ行って、あと数日で良いから、出発を延ばすよう頼んでくるよう命令する。しかし、エネが既に出発してしまったことを知らされるとエネの思い出の品々を焼き払い、自殺することを決意する。エネは私の火葬の火を見て、身を震わすであろうと語り、全編を通じての白眉とも言えるアリア「私は死のう、さらば誇れる国カルタゴよ」を絶唱する。

##### 第3景 海に面したディドの宮殿の庭園
大きな薪が山と積まれ、二人の寝台やエネの半身像や剣など思い出の品々が置かれている。カルタゴ人たちはエネに禍あれと神に祈っている。ディドが現れ、思い出の品々を火に投じ、きっと復讐者が現れる、その名はハンニバルであると夢見るが如く叫びつつ、家臣の前で短刀を自らの胸に突き刺し自害する。死の苦しみに耐えるディドの脳裏にはさらに、その先の未来が彼女映し出される、カルタゴが滅ぼされるだろう、“永遠の”ローマと叫んで息絶える。愛する女王を失ったカルタゴの民衆は怒りに燃え、エネの民への復讐を誓う。
この誓いの力強い圧倒的な合唱と壮麗な管弦楽の咆哮と共に全体の幕が下りる。

## 録音・録画
| 指揮者                           | 管弦楽団・合唱団 | 配役 | 録音年 | レーベル            | 備考 |
| -------------------------------- | --- | --- | ------ | ------------------- | --- |
|                                  | | |        |                     | |
| ラファエル・クーベリック         | ロイヤル・オペラ・ハウス管弦楽団 ロイヤル・オペラ・ハウス合唱団                                                        | ジョン・ヴィッカース マイケル・ラングドン デイヴィッド・ケリー リシャール・ヴェロー ブランチ・スバム 他                      | 1957   | テスタメント        | 短縮版によるライヴ録音 |
| コリン・デイヴィス               | ロイヤル・オペラ・ハウス管弦楽団 ロイヤル・オペラ・ハウス合唱団                                                        | ジョン・ヴィッカース ピーター・グロソップ ロジェ・ソワイエ イアン・パートリッジ ジョセフィーン・ヴィージー他                 | 1969   | フィリップス        | 初の全曲版による録音 1971年度グラミー賞 オペラ録音部門受賞 |
| ジェームズ・レヴァイン           | メトロポリタン歌劇場管弦楽団 メトロポリタン歌劇場合唱団                                                                | プラシド・ドミンゴ ジェシー・ノーマン ポール・プリシュカ タティアナ・トロヤノス アラン・モンク 他                            | 1983   | DG                  | DVDとしてのライヴ収録 |
| シャルル・デュトワ               | モントリオール交響楽団＆合唱団                                                                                         | ゲイリー・レイクス フランソワーズ・ポレ デボラ・ヴォイト ジーノ・キリコ エレーヌ・ペラギン ジャン＝フィリップ・クルティス 他 | 1993   | Decca               | 初の完全全曲版による録音 1996年度グラミー賞 オペラ録音部門受賞 |
| コリン・デイヴィス               | ロンドン交響楽団 ロンドン・シンフォニー・コーラス                                                                      | ベン・ヘップナー ペーテル・マッテイ ミシェル・デヤング ペトラ・ラング 他                                                     | 2000   | LSO Live            | 2002年度グラミー賞 オペラ録音部門受賞 |
| シルヴァン・カンブルラン         | パリ管弦楽団 ウィーン国立歌劇場合唱団 ザルツブルクカンマーフィル スロヴァキア・フィルハーモニー合唱団 テルツ少年合唱団 | デボラ・ポラスキ ジョン・ヴィラーズ ラッセル・ブラウン ロバート・ロイド イヴォンヌ・ナエフ 他                                | 2000   | Naxos               | DVDとしてのライヴ収録 |
| ジョン・エリオット・ガーディナー | オルケストル・レヴォリューショネル・エ・ロマンティック シャトレ座合唱団 モンテヴェルディ合唱団                         | スーザン・グレアム グレゴリー・クンデ リュドヴィク・テジエ ニコラ・テステ 他                                                 | 2003   | Opus Arte           | DVDとしてのライヴ収録 |
| ジェームズ・レヴァイン           | メトロポリタン歌劇場管弦楽団 メトロポリタン歌劇場合唱団                                                                | ベン・ヘップナー デボラ・ヴォイト ドウェイン・クロフト ロレイン・ハント・リーバーソン ロバート・ロイド 他                    | 2003   | Decca               | ライヴ収録 Celebrating 40 Years at the Met の中の一演目 |
| ヴァレリー・ゲルギエフ           | バレンシア州立管弦楽団 バレンシア自治州合唱団                                                                          | ダニエラ・バルチェッローナ エリザベーテ・マトス ステファン・ミリング エリック・カトラー 他                                   | 2009   | C Major             | DVDとしてのライヴ収録 |
| アントニオ・パッパーノ           | ロイヤル・オペラ・ハウス管弦楽団 ロイヤル・オペラ・ハウス合唱団                                                        | アンナ・カテリーナ・アントナッチ エファ＝マリア・ウェストブローク ブライアン・イーメル ファビオ・カピタヌッチ 他             | 2012   | Opus Arte *classic* | DVDとしてのライヴ収録 |
| ジョン・ネルソン                 | ストラスブール・フィルハーモニー管弦楽団 ライン国立歌劇場合唱団 バーデン州立歌劇場合唱団                               | マリー＝ニコル・ルミュー ジョイス・ディドナート マイケル・スパイアーズ ステファヌ・ドゥグー ニコラ・クルジャル他             | 2017   | Erato               | 演奏会形式による全曲盤 2018年度BBC Music Magazine Award オペラ録音部門受賞 2018年度International Opera Award受賞 2018年度 グラモフォン・アワード オペラ録音部門受賞 |